# Heinrich Geissler
Heinrich Geissler (lgelshieb, 26 de maig de 1814- Bonn, 24 de gener de 1879), fou un inventor alemany. Geissler dominava la tècnica del bufat de vidre i posseïa un negoci de fabricació d'instruments científics. L'any 1857, va inventar una bomba de buit, sense elements mecànics mòbils, basada en els treballs fets per Evangelista Torricelli. D'aquesta manera, aprofitant el buit creat pel descens de la columna de mercuri tancada en el tub, va aconseguir assolir nivells de buit no aconseguits amb anterioritat. Els recipients en els quals es practica el buit d'aquesta manera, anomenats tubs de Geissler, van tenir un paper molt important en els experiments de descàrrega en tubs de buit i van contribuir a l'estudi de l'electricitat i dels àtoms.